# Квітмен (Арканзас)
Квітмен (англ. Quitman) — місто (англ. city) в США, розташоване в округах Клеберн і Фолкнер штату Арканзас. Населення — 694 особи (2020).

## Географія
Квітмен розташований за координатами 35°22′55″ пн. ш. 92°12′52″ зх. д. / 35.38194° пн. ш. 92.21444° зх. д. (35.381854, -92.214364). За даними Бюро перепису населення США в 2010 році місто мало площу 5,13 км², уся площа — суходіл.
Розташоване на висоті 178 метрів над рівнем моря.

## Демографія

### Перепис 2010
Згідно з переписом 2010 року, у місті мешкали 762 особи в 325 домогосподарствах у складі 207 родин. Густота населення становила 148 осіб/км². Було 389 помешкань (76/км²).
Расовий склад населення:
| - 97,4 % — білих - 0,7 % — вихідців з тихоокеанських островів - 0,3 % — корінних американців - 0,3 % — чорних або афроамериканців - 0,1 % — азіатів |

До двох чи більше рас належало 0,7 %. Іспаномовні складали 1,3 % від усіх жителів.
За віковим діапазоном населення розподілялося таким чином: 23,9 % — особи молодші 18 років, 59,7 % — особи у віці 18—64 років, 16,4 % — особи у віці 65 років та старші. Медіана віку мешканця становила 37,5 року. На 100 осіб жіночої статі у місті припадало 86,8 чоловіків; на 100 жінок у віці від 18 років та старших — 88,3 чоловіків також старших 18 років.
Середній дохід на одне домашнє господарство становив 55 262 долари США (медіана — 30 341), а середній дохід на одну сім'ю — 70 430 доларів (медіана — 41 731). Медіана доходів становила 43 250 доларів для чоловіків та 26 786 доларів для жінок. За межею бідності перебувало 21,6 % осіб, у тому числі 25,2 % дітей у віці до 18 років та 12,0 % осіб у віці 65 років та старших.
Цивільне працевлаштоване населення становило 290 осіб. Основні галузі зайнятості: освіта, охорона здоров'я та соціальна допомога — 20,7 %, виробництво — 16,2 %, роздрібна торгівля — 12,4 %, транспорт — 10,0 %.

### Перепис 2000
За даними перепису населення 2000 року в Квітмені мешкало 714 осіб, 204 родини, налічувалося 316 домашніх господарств і 358 житлових будинків. Середня густота населення становила близько 146 осіб на один квадратний кілометр. Расовий склад Квітмена за даними перепису розподілився таким чином: 98,88 % білих, 1,04 % — корінних американців, 0,14 % — азіатів, 0,84 % — представників змішаних рас.
Іспаномовні склали 0,42 % від усіх жителів міста.
З 316 домашніх господарств в 31,3 % — виховували дітей віком до 18 років, 50,6 % представляли собою подружні пари, які спільно проживали, в 9,8 % сімей жінки проживали без чоловіків, 35,4 % не мали сімей. 32,6 % від загального числа сімей на момент перепису жили самостійно, при цьому 20,6 % склали самотні літні люди у віці 65 років та старше. Середній розмір домашнього господарства склав 2,26 особи, а середній розмір родини — 2,84 особи.
Населення міста за віковим діапазоном за даними перепису 2000 року розподілилося таким чином: 25,6 % — жителі молодше 18 років, 8,3 % — між 18 і 24 роками, 26,3 % — від 25 до 44 років, 17,9 % — від 45 до 64 років і 21,8 % — у віці 65 років та старше. Середній вік мешканця склав 38 років. На кожні 100 жінок в Квітмені припадало 85,0 чоловіків, у віці від 18 років та старше — 80,6 чоловіків також старше 18 років.
Середній дохід на одне домашнє господарство в місті склав 24 375 доларів США, а середній дохід на одну сім'ю — 31 964 долара. При цьому чоловіки мали середній дохід в 28 750 доларів США на рік проти 18 047 доларів середньорічного доходу у жінок. Дохід на душу населення в місті склав 15 537 доларів на рік. 11,8 % від усього числа сімей в окрузі і 14,0 % від усієї чисельності населення перебувало на момент перепису населення за межею бідності, при цьому 12,2 % з них були молодші 18 років і 23,2 % — у віці 65 років та старше.